# Remigiusz Olszewski
Pour les articles homonymes, voir Olszewski.
Remigiusz Olszewski (né le 20 septembre 1992 à Kaczory dans la voïvodie de Grande-Pologne) est un athlète polonais spécialiste en sprint. Il participe à trois éditions des Championnats du monde d'athlétisme en salle.

## Championnats du monde d'athlétisme en salle
- Championnats du monde d'athlétisme en salle 2014 à Sopot  Pologne
  - 22e position au 60 mètres.

- Championnats du monde d'athlétisme en salle 2016 à Portland, Oregon  États-Unis
  - 21e position au 60 mètres.

- Championnats du monde d'athlétisme en salle 2018 à Birmingham  Royaume-Uni
  - 15e position au 60 mètres.

## Championnats du monde juniors d'athlétisme
- Championnats du monde juniors d'athlétisme 2010 à Moncton, Nouveau-Brunswick  Canada
  - 19e position au 200 mètres.

## Relais mondiaux
- Relais mondiaux 2014 à Nassau  Bahamas
  - 5e position au relais 4 × 100 mètres

- Relais mondiaux 2015 à Nassau  Bahamas
  - 19e position au relais 4 × 100 mètres
  - 4e position au relais 4 × 200 mètres

- Relais mondiaux 2015 à Yokohama  Japon

## Championnats d'Europe d'athlétisme
- Championnats d'Europe d'athlétisme 2016 à Amsterdam  Pays-Bas
  - 23e position au 100 mètres.

- Championnats d'Europe d'athlétisme 2018 à Berlin  Allemagne
  - 19e position au 100 mètres.

## Championnats d'Europe d'athlétisme en salle
- Championnats d'Europe d'athlétisme en salle 2015 à Prague  Tchéquie
  - 11e position au 60 mètres.

- Championnats d'Europe d'athlétisme en salle 2019 à Glasgow, Écosse  Royaume-Uni
  - 14e position au 60 mètres.

- Championnats d'Europe d'athlétisme en salle 2021 à Toruń  Pologne
  - 6e position au 60 mètres.

## Championnats d'Europe espoirs d'athlétisme
- Championnats d'Europe espoirs d'athlétisme 2013 à Tampere  Finlande
  -  Médaille d'argent au relais 4 × 100 mètres